# Антон Вінтерштайгер
Антон Вінтерштайґер (нім. Anton Wintersteiger; нар. 30 квітня 1900, Зальцбург — пом. 8 серпня 1990, Зальцбург) — австрійський нацист, державний і партійний діяч Третього Рейху, оберфюрер СС (1941). Гауляйтер Зальцбурга (1936 — 22 травня 1938).

## Життєпис
У березні 1918 року поступив на службу в австро-угорську армію, навчався в офіцерському училищі. В 1925 році закінчив Віденський технічний університет, дипломований інженер. До 1928 року працював у інженерному бюро при уряді Каринтії, після чого влаштувався в будівельну фірму в Бад-Гастайні.
28 жовтня 1930 року вступив у НСДАП (партійний квиток №361 428), керівник СА в Бад-Гастайні. В 1932 році обраний у парламент Зальцбурга. Під час громадянської війни в Австрії перебував у таборі для інтернованих Веллердорф. З 1934 року — заступник гаулятера , з 1936 року — гауляйтер Зальцбурга. В день аншлюсу, 13 травня 1938 року, перейшов з СА у СС (особистий номер 292 798). 22 травня 1938 року Адольф Гітлер особисто призначив гауляйтером Зальцбурга Фрідріха Райнера. Вінтерштайґер став помічником Райнера, а також депутатом рейхстагу, і залишався на цих посадах до кінця війни.
1 квітня 1948 року Народний суд визнав Вінтерстайґера винним у державній зраді і засудив до 2 років позбавлення волі. Після звільнення працював у компанії Salzburg AG.

## Нагороди[2]
- Пам'ятна військова медаль (Австрія)
- Почесний хрест ветерана війни
- Почесний кут старих бійців
- Золотий партійний знак НСДАП
- Орден крові
- Кільце «Мертва голова»
- Почесна шпага рейхсфюрера СС
- Медаль «У пам'ять 13 березня 1938 року»
- Хрест Воєнних заслуг 2-го і 1-го класу
- Залізний хрест 2-го класу (1945)